# Maria Chiara Carrozza
Maria Chiara Carrozza (Pisa, 16 settembre 1965) è una politica e fisica italiana.
Dal 12 aprile 2021 al 26 maggio 2025 è stata Presidente del CNR (Consiglio Nazionale delle Ricerche), prima donna a ricoprire questo ruolo.
Dal 28 aprile 2013 al 22 febbraio 2014 è stata ministro dell'istruzione, dell'università e della ricerca nel governo Letta. Ha svolto ricerca nei campi della biorobotica, della biomeccatronica e della neuro-robotica.

## Biografia

### Attività accademica e scientifica
Proveniente da una famiglia con tradizioni accademiche, dopo il diploma al Liceo scientifico statale Ulisse Dini di Pisa si laurea nel 1990 in fisica presso l'Università di Pisa con una tesi sulle particelle elementari, suo iniziale interesse di studio e argomento delle sue prime ricerche scientifiche sviluppate nel corso di uno stage presso il Cern di Ginevra, dove svolge attività sperimentale.
Dopo la laurea si avvicina alla bioingegneria, settore che caratterizza per intero la sua attività di ricerca e la sua carriera accademica. Nel 1994 consegue il Diploma di perfezionamento in ingegneria alla Scuola Superiore Sant'Anna, con una tesi di microfluidica biomedica, e dal 1994 al 1998 è borsista post-dottorato in bioingegneria.
Dal 1998 al 2001 è ricercatrice di bioingegneria meccanica alla Scuola Superiore Sant'Anna; dal 2001 al 2006 è di ruolo come professoressa associata di bioingegneria industriale; dal 2006 è professoressa straordinaria ed è quindi confermata come professoressa ordinaria. Da novembre 2004 a ottobre 2007 è direttrice della Divisione Ricerche, nominata su delega del rettore Paolo Ancilotti, ed è coordinatrice dell'Arts Lab (Advanced Robotics Technology and Systems Laboratory) della Scuola Superiore Sant'Anna.
Nel 2006 diviene professoressa ordinaria in bioingeneria industriale a seguito del superamento di un concorso bandito dall'Università degli Studi "Guglielmo Marconi" (università telematica, non statale). Dal 2024 passa a insegnare la medesima disciplina presso l'Università degli Studi di Milano-Bicocca.
La neurorobotica, disciplina con notevole impatto scientifico internazionale, è da sempre il principale tema di ricerca di Maria Chiara Carrozza, che ha diretto vari progetti di ricerca su protesi neurorobotiche di mano o di gamba per restituire agli amputati il senso del tatto, la capacità di manipolare con destrezza, di camminare e di sostenere pesi; esoscheletri per la riabilitazione di persone colpite da ictus o da patologie neuromuscolari; dispositivi assistiti per disabili. Su questi temi è coordinatrice di progetti finanziati dalla Commissione europea, dal Ministero dell'istruzione, dell'università, della ricerca, dalla Regione Toscana; è anche responsabile scientifico (2000 – 2005) dell'area di ricerca “Sostituzione funzionale” del Centro di ricerca in Bioingegneria della riabilitazione di Viareggio, centro di ricerca in Bioingegneria della
riabilitazione promosso in maniera congiunta fra il Centro Protesi INAIL di Budrio e la Scuola Superiore Sant'Anna.
Il gruppo di ricerca fondato da Maria Chiara Carrozza è composto da 40 studiosi. Su questi temi, al 2003, tiene corsi universitari di criteri di progettazione di mani artificiali, fondamenti di robotica umanoide, neuroscienze e robotica, biomeccatronica e bioingegneria della riabilitazione presso l'Università di Pisa e la Scuola Superiore Sant'Anna. Nel 2003 è visiting professor all'Università di Vienna, dove tiene corsi sulla biomeccatronica. Nel 2004 ha insegnato biomeccatronica all'Università Campus Biomedico di Roma. Maria Chiara Carrozza tiene conferenze in prestigiose università internazionali: al Massachusetts Institute of Technology, al Collège de France e alle École Normale Supérieure in Francia, all'Università di Tokyo, in Giappone.

### Attività gestionale
Dal 2005 è membro del comitato scientifico del Centro di ricerca matematica "Ennio De Giorgi", centro di ricerca di matematica nelle scienze naturali e sociali delle università pisane: Scuola Normale Superiore, Università di Pisa, Scuola Superiore Sant'Anna.
Dal 2004 al 2013 Carrozza ha ricoperto vari incarichi accademici presso la Scuola Superiore Sant'Anna fino ad essere eletta Rettrice. È rieletta per il secondo mandato da Rettrice nel 2010 e fino al gennaio 2013, quando si dimette a seguito della candidatura alla Camera dei deputati.
Da Rettrice Carrozza guida la riforma della struttura organizzativa della Scuola Superiore Sant'Anna, che passa al modello internazionale degli Istituti di Ricerca; consolida ulteriormente il bilancio anche mediante finanziamenti esterni di entità quasi pari al finanziamento ordinario trasferito dal Ministero dell'istruzione, università e ricerca. Come Rettrice, Maria Chiara Carrozza ha cercato di valorizzare la più ampia condivisione tra allievi, docenti e ricercatori e personale di ricerca e tecnico-amministrativo; nei suoi mandati è stata promossa la trasparenza amministrativa.

### Attività politica
Nel 2009 Maria Chiara Carrozza accetta l'incarico di Presidente del "Forum università, saperi, ricerca" del Partito Democratico proposta dal Neo Segretario Pier Luigi Bersani fino alla nomina a ministra e inizia così la partecipazione politica attiva. Nel 2013 è eletta alla Camera dei Deputati come capolista in Toscana per il Partito Democratico, si dimette da Rettrice della Scuola Superiore Sant'Anna ed entra in aspettativa come professoressa universitaria, senza remunerazione.
Inoltre è docente presso la Scuola di Politiche (SdP) nata nel 2015 da un'idea di Enrico Letta.
Per le elezioni politiche del 2018 non è più ricandidata.

#### Ministro dell'istruzione nel governo Letta
È stata ministro dell'istruzione, università e ricerca nel Governo Letta.
Il 27 settembre dello stesso anno Carrozza firma il decreto sulla programmazione triennale 2013-2015 delle università. Tra le varie disposizioni in esso contenute vi è il divieto di aprire nuovi atenei statali e telematici (a meno che non si sia in presenza di fusioni), mentre per i privati (non telematici) l'istituzione sarà oggetto di un'approfondita valutazione.

#### Presidente del CNR
Il 12 aprile 2021 è nominata dal ministro Maria Cristina Messa presidente del Consiglio Nazionale delle Ricerche (CNR).

## Premi e riconoscimenti
È stata la più giovane rettrice d'Italia: riceve la "Mela d'Oro" 2012 del Premio Bellisario, assegnato dalla Fondazione Marisa Bellisario.

### Incarichi internazionali
Carrozza è membro di società scientifiche internazionali nell'ambito della bioingegneria e della robotica, come l'IEEE Engineering in Medicine and Biology Society (EMBS) e l'IEEE Robotics and Automation Society (RAS); è revisore ed editor per prestigiose riviste scientifiche internazionali e contribuisce alla organizzazione di numerose conferenze scientifiche internazionali.
Maria Chiara Carrozza è anche esperta del panel in Ingegneria dello European Research Council; nel 2011 è membro del Comitato internazionale di valutazione delle proposte dell'Iniziativa di eccellenza tedesca (Excellence initiative of the German Federal Ministry of education and research and the German research foundation) per l'area neuro-robotica; è membro di valutazione per tesi di PhD per l'Università tecnica di Berlino e per l'Università di Otago in Nuova Zelanda; dal 2003 è membro del comitato scientifico di Robocasa, laboratorio italo-giapponese con sede alla Waseda University di Tokyo.

### Incarichi nazionali
Maria Chiara Carrozza è membro del Comitato scientifico del Centro studi di Confindustria; è stato esperto scientifico del Ministero dell'istruzione, università e ricerca per progetti di ricerca industriale nel campo della bioingegneria industriale prima di esserne nominata ministro; è membro del comitato scientifico dell'ospedale Auxilium Vitae di Volterra; è membro del comitato scientifico del Festival dell'Innovazione di Bolzano; è membro della Commissione Statuto dell'Università di Trento; è membro eletto (2004–2007) in rappresentanza dei professori associati della giunta direttiva del Gruppo nazionale di Bioingegneria.
Su incarico del Segretariato generale della Presidenza della Repubblica italiana (2004) è responsabile dell'organizzazione della mostra di robotica, nell'ambito delle Settimane scientifiche alla Tenuta Presidenziale di Castelporziano patrocinate dalla stessa Presidenza della Repubblica Italiana.
Dal 2018 è direttrice scientifica dell'IRCCS Fondazione Don Carlo Gnocchi.
Dal 12 aprile 2021 è la prima presidente donna del Consiglio Nazionale delle Ricerche.